# Putschversuch vom 14. August 1945
Beim Putschversuch vom 14. August 1945 (im Englischen Kyûjô Incident genannt) handelt es sich um einen versuchten Staatsstreich einer Gruppe radikaler Militärs in der Nacht vom 14. auf den 15. August, um die geplante Kapitulation Japans zu verhindern.

## Hintergrund

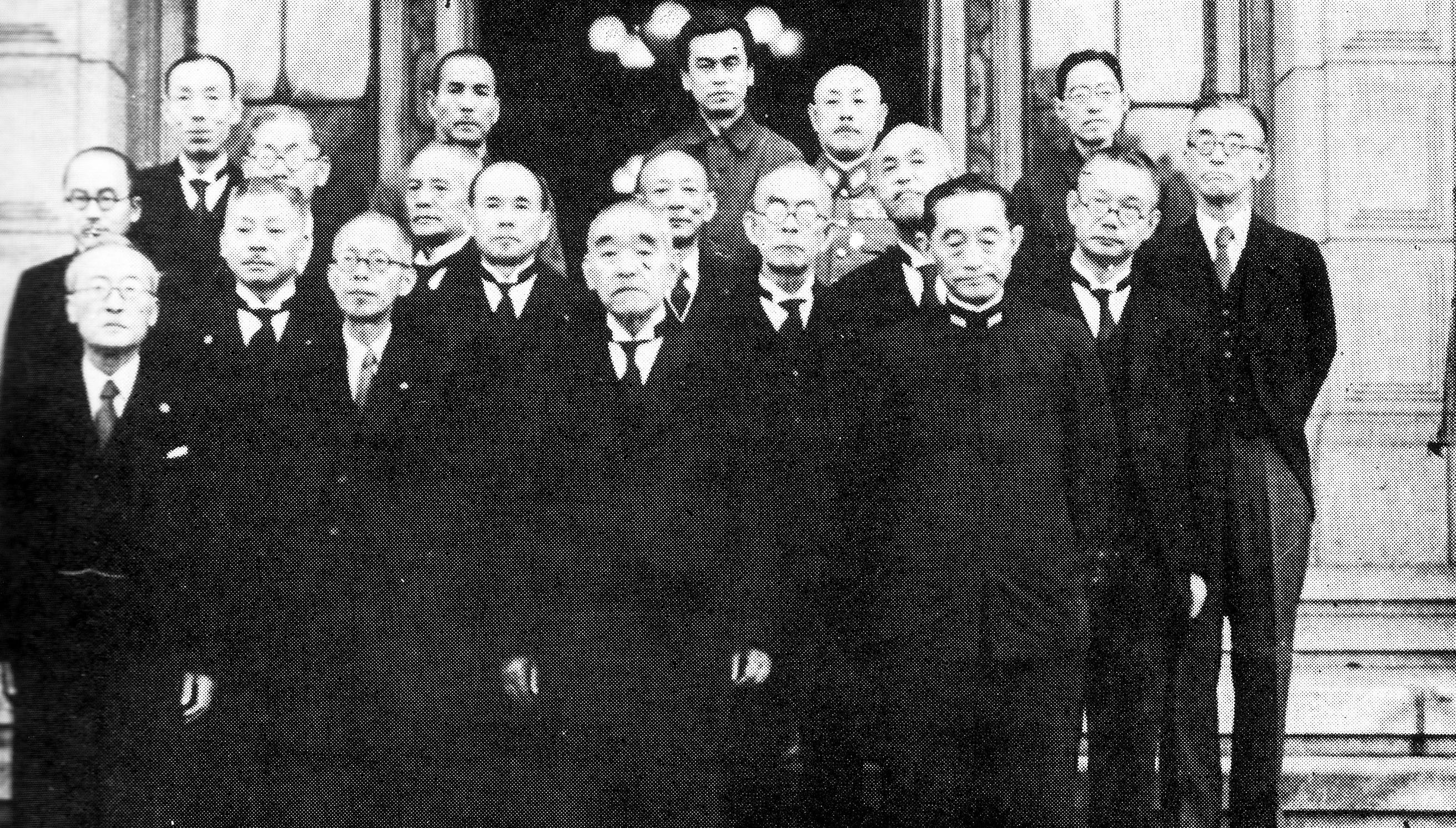
Das Kabinett Suzuki. In der hintersten Reihe, zweiter von rechts, steht Heeresminister Anami Korechika. Er war ein entschiedener Gegner der Kapitulation Japans.

Infolge wiederholter Niederlagen der japanischen Streitkräfte, der Atombombenabwürfe auf Hiroshima und Nagasaki sowie dem Eintritt der Sowjetunion in den Krieg am 8. August wurde in der japanischen Regierung und Armee intensiv erwogen, die bedingungslose Kapitulation zu akzeptieren. Führende Armeevertreter hatten dagegen auch noch nach der Potsdamer Deklaration lange auf eine finale Abwehrschlacht gegen eine amerikanische Invasion gedrängt. Nach Übersendung der Erklärung zur Bereitschaft der Kapitulation am 10. August und nachfolgenden Rückfragen, fand am 14. August 1945 eine abschließende Diskussion mitsamt dem Kabinett Suzuki Kantarō und dem Obersten Kriegsrat (Saikō sensō shidō kaigi) statt, bei welcher Kaiser Hirohito auf die Anwesenden einwirkte, der Kapitulation (unter Beibehaltung des Kaisertums) zuzustimmen. Das Kabinett nahm die Kapitulation folgend einstimmig an. Danach wurden die Amerikaner zeitnah informiert und auch die Bevölkerung sollte in einer Rundfunksendung darüber in Kenntnis gesetzt werden, dass Japan zur Kapitulation bereit sei.
Mit einem seit längerem geplanten Putschversuch beabsichtigten junge radikale Militärs daraufhin die Kapitulation und die Information der Öffentlichkeit zu verhindern. Ursprünglich war ein Putsch für den 13. August geplant. Anami Korechika sollte darin eingebunden werden und äußerte Sympathie für die Gruppe, lehnte eine Beteiligung jedoch ab. Zu den Verschwörern gehörte auch Oberstleutnant Takeshita Masahiko, Schwager Anamis, der die Gruppe zwischenzeitlich anführte, jedoch noch vor der Ausführung diese verließ. Teile der Verschwörer verfolgten die Idee weiter, sodass es am 14. August zum Kyûjô Incident kam.

## Plan und Ablauf

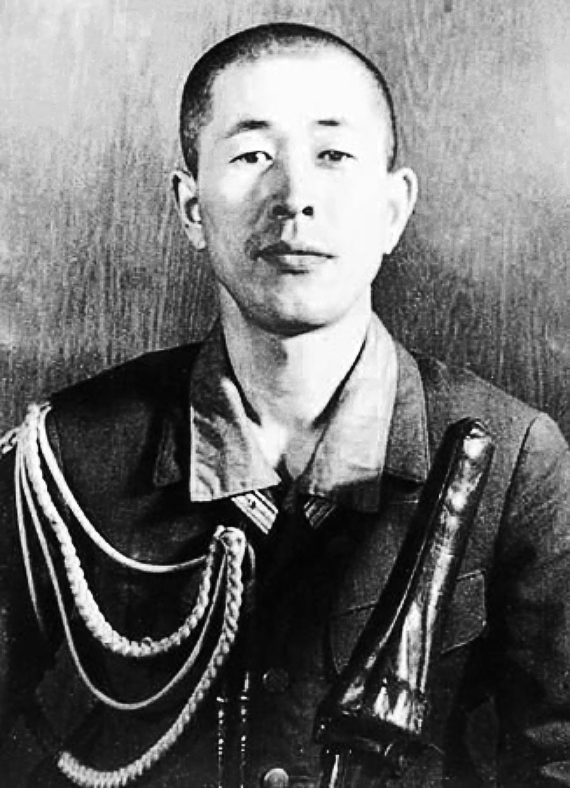
Anführer der Putschisten Major Hatanaka Kenji

Der Plan der Übriggebliebenen war mehrteilig. Sie wollten in den Kaiserpalast Tōkyōs gelangen und den Tennō entführen. Er sollte dazu gebracht werden, den Krieg fortzusetzen. Daneben wollten die Armeeoffiziere die aufgezeichnete Kapitulationsrede sicherstellen, sodass sie nicht ausgestrahlt werden könnte. Beide waren zum Zeitpunkt der Ausführung jedoch nicht mehr innerhalb des Palastes. Weiterhin sollten Kido Kōichi und Suzuki Kantarō ermordet werden, welche aber nicht aufgefunden wurden.
Major Hatanaka Kenji führte die Gruppe der Militärs an. Nachdem dieser scheiterte, den Führer der Kaiserlichen Garde General Mori Takeshi zu überreden, sich dem Plan anzuschließen, erschoss er Mori, stahl dessen Siegel und nutzte es, um damit Befehle an die Regionalarmee Ostdistrikt zu fälschen. In diesen befahl er, sich der Übernahme des kaiserlichen Palasts anzuschließen. Weder Anami Korechika – der zwar gegen die Kapitulation war, ihr jedoch zugestimmt hatte (die genaue Motivation Anamis ist in der Forschung umstritten) – noch die Regionalarmee Ostdistrikt waren bereit, sich an dem Coup zu beteiligen. Auch die Suche nach der Rede führte nicht zum Erfolg. Am Morgen des 15. Augusts traf General Tanaka Shizuichi im Palast ein und bewegte die Putschisten, ihren gescheiterten Plan aufzugeben. Kurz darauf beging Hatanaka Suizid.

## Folgen
Die Ausstrahlung konnten die Putschisten nicht vereiteln. Am 15. August sprach der Kaiser wie beabsichtigt zum japanischen Volk und verkündigte in höfischem Japanisch, dass Japan den Kampf aufgeben würde (obwohl explizite Begriffe wie Kapitulation oder Niederlage vermieden wurden). Ein Waffenstillstand galt ab dem folgenden Tag und am 2. September 1945 wurde die japanische Kapitulationsurkunde unterzeichnet. Beim Übergang vom Krieg zum Frieden spielten vier Personen besonders wichtige Rollen: Der Kaiser wies an, die Potsdamer Erklärung zu akzeptieren und blieb nachhaltig bei dieser Position. Premierminister Suzuki vereinigte das Kabinett und Heeresminister Anami und Oberbefehlshaber Umezu Yoshijirō wirkten auf die Armee ein, dem Regierungshandeln zu folgen. Nach dem Rücktritt des Kabinetts Suzuki am 17. August 1945 wurde Prinz Higashikuni als Premierminister eingesetzt. Als General und Teil des Kaiserhauses – er war ein Onkel Hirohitos – gelang es ihm, etwaigen Widerstand in Bevölkerung und Militär einzudämmen.

## Trivia
Der Roman Nihon no ichiban nagai hi von Hando Kazutoshi – veröffentlicht von der Pacific War Research Society – behandelt dieses Ereignis und wurde zweimal verfilmt, einmal 1967 und ein weiteres Mal 2015. In der ersten Verfilmung (日本のいちばん長い日, Nihon no ichiban nagai hi, zu Deutsch: Der längste Tag Japans) von Okamoto Kihachi spielten bekannte Stars des japanischen Kinos wie Mifune Toshirō und Ryū Chishū sowie Nakadai Tatsuya als Erzähler mit. Musikalische Untermalung erhielt der Film von Satō Masaru. Die Neuverfilmung mit identischem Titel erschien im Jahr 2015 unter der Regie von Masato Harada. Er wurde bei den Japanese Academy Awards in 11 Kategorien nominiert.